# Ixeridium laevigatum
Ixeridium laevigatum là một loài thực vật có hoa trong họ Cúc. Loài này được (Blume) J.H. Pak & Kawano mô tả khoa học đầu tiên năm 1992.